# Eskovina
Eskovina is een geslacht van spinnen uit de familie hangmatspinnen (Linyphiidae).

## Soort
De volgende soort is bij het geslacht ingedeeld:
- Eskovina clava (Zhu & Wen, 1980)